# ショート 184

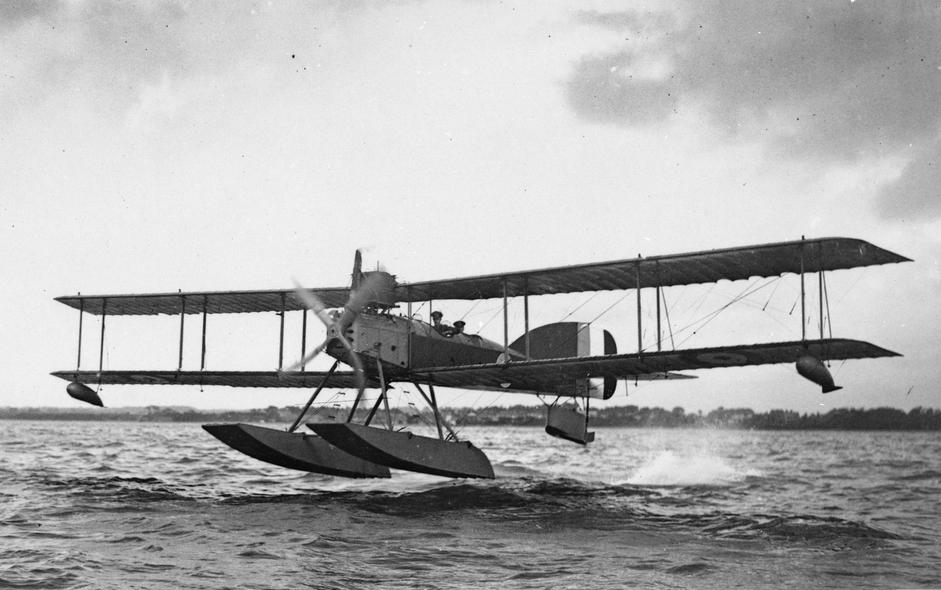
Short Type 184

ショート 184（Short Type 184）は第一次世界大戦中の複座の偵察機、爆撃機、雷撃機である。1915年8月、世界で最初に魚雷攻撃に使われた。
魚雷攻撃機できる水上機に対するイギリス海軍省の緊急の要求に対して、ショート・ブラザーズのホーレス・ショートが設計した。1915年始めに初飛行し、936機がイギリスのいろいろな航空機メーカーで製造され、第二次世界大戦までのショートの航空機としてはもっとも多くが生産された。
1915年8月12日、水上機母艦ベン・マイ・クリーから飛び立ったチャールズ・エドモンドの操縦するショート 184はダーダネルス海峡の北でトルコの軍艦を魚雷攻撃した。G. B.ドレースの操縦する僚機はエンジン・トラブルで不時着水し、近づいてくる敵の船舶に魚雷を放ち、爆発沈没させた。その後ドーレスは離水し帰還できた。8月17日にもトルコの船を魚雷で沈没させた。
魚雷攻撃に成功したにもかかわらず偵察機、爆撃機として使われることが多かった。陸上機型がイギリス陸軍航空隊でも使われた。

## 要目
- 乗員: 2名
- 全長: 10.46 m
- 全巾; 13.41 m
- 全高: 3.15 m
- 空虚重量: 2,155 kg
- 最大離陸重量: 2,781 kg
- エンジン: 1x Sunbeam Gurkha (74 units), Sunbeam Maori
- 出力 260 hp (194 kW)

- 最大速度: 142 km/h
- 巡航高度：2,745 m
- 航続時間：2時間45分

武装：
- 1x 7.7mmルイス機関銃
- 1x 356mm魚雷または236kg爆弾

## 製造したメーカー
- ショート・ブラザーズ：117機
- Robey & Co. Ltd.：256機
- Brush Electrical Engineering Co. Ltd.：190機
- J. Samuel White：110機

他　合計946機  